# Бесконечная история 2
«Бесконечная история 2» (англ. The NeverEnding Story II: The Next Chapter, дословно — „Бесконечная история 2: следующая глава“; нем. Die unendliche Geschichte II – Auf der Suche nach Phantásien, дословно — „Бесконечная история 2 — в поисках Фантазии“) — экранизация второй половины сказки «Бесконечная история» Михаэля Энде.
Фильм планировали снимать сразу вслед за первым, но из-за судебного разбирательства, затеянного автором книги (который был недоволен изменениями сюжета), к съёмкам смогли приступить только через шесть лет. Из-за этого на роль трио главных детских героев пришлось нанимать новых актёров, потому что предыдущие выросли.

## Сюжет
После событий первого фильма жизнь Бастиана не стала существенно лучше: у него по-прежнему нет близких отношений с отцом, а в команде по плаванию его дразнят из-за страха высоты. В конце концов Бастиан возвращается в тот самый книжный магазин и вновь находит «Бесконечную историю». Королева Фантазии со страниц книги просит его о помощи, и он снова отправляется в волшебный мир.
В Фантазии он встречается со старым другом Атрейю, его драконом Фалкором и многими другими персонажами первой части, в том числе камнеедом, а также знакомится с человекоподобной птицей Нимбли. Его основной противницей становится злая колдунья Ксайда, управляющая армией механических великанов и вообще всем, что пустое, а также её помощник, которого позже очень жестоко убивает Атрейю. Ксайда пытается погубить мальчика, убеждая его отказаться от долга и использовать Орин лишь для исполнения собственных желаний. Однако с исполнением каждого желания Бастиан теряет воспоминания о собственном мире, и друзьям не удаётся переубедить его.
Тем временем отец мальчика безуспешно пытается отыскать сына: ему не могут помочь ни полиция, ни господин Кореандр. Наконец он находит книгу и видит внутри Бастиана.
Атрейю успешно разоблачает Ксайду перед другом, и тот, к тому времени сохранивший лишь воспоминание об отце, вступает с ней в бой. Он использует своё последнее желание, чтобы вернуть колдунье сердце и чувства, а затем благодаря поддержке отца побеждает свой страх высоты, прыгает с утёса и возвращается в свой мир.